# 샌디 데니스
샌디 데니스(Sandy Dennis, 1937년 4월 27일 ~ 1992년 3월 2일)는 미국의 배우이다.

## 영화
- 초원의 빛 (1961년 영화)
- 누가 버지니아 울프를 두려워하랴 (영화)
- 공원에서의 차가운 나날들
- 또다른 여인

## 텔레비전
- 가이딩 라이트
- 섬씽 이블
- 맨하탄의 사나이